# Lluís Victori i Companys
Lluís Victori i Companys (Barcelona, 1935 - Sant Cugat del Vallès 2024) ha estat un religiós i químic català. El 1955 va ingressar a la Companyia de Jesús. Es va doctorar en química a la Universitat Complutense de Madrid, i es va llicenciar en filosofia a la Universitat de Barcelona i en teologia a la Facultat de Teologia de Catalunya.
El 1961 començà la seva tasca docent a l'Institut Químic de Sarrià fins a la seva jubilació el 2005, i ha estat president del Patronat de la Fundació Institut Químic de Sarrià i vicepresident del Patronat de la Universitat Ramon Llull. Es va especialitzar en corrosió de materials i des de 1986 va col·laborar en programes de seguretat per a centrals nuclears, en el CIEMAT de Madrid i en els programes europeus TECLA i DEMETRA per atenuar la problemàtica dels residus radioactius de les centrals nuclears.
El 1998 va rebre la Medalla Narcís Monturiol al mèrit científic de la Generalitat de Catalunya per la seva tasca en l'aplicació de les tècniques electroquímiques de corrent continu i altern al control del comportament de diferents aliatges metàl·lics en medis industrials, i per l'aplicació d'aquestes tècniques a la millora en la seguretat de les centrals nuclears a Catalunya i Espanya.
L'any 2009 va rebre la distinció Jaume Vicens Vives a l'excel·lència en la docència universitària.
El 2012 també va rebre la Medalla d’Or de l'IQS, la màxima distinció que concedeix per premiar les persones o Institucions que han destacat de manera extraordinària en algun aspecte que ha estat d’especial ajuda per a l’Institut.
Junt a aquesta labor com a científic i docent ha desenvolupat la seva activitat pastoral com a sacerdot, durant gairebé 50 anys com a vicari a la parròquia de Sant Pere Octavià, a Sant Cugat del Vallès, i també com a rector a la parròquia Mare de Déu de Montserrat, de la Floresta. El 2016 el papa Francesc el va nomenar Missioner de la Misericòrdia.